# Feuerborstenwürmer
Die Feuerborstenwürmer (Amphinomidae) sind eine Familie kleiner bis großer meist räuberischer, seltener aasfressender und in Einzelfällen parasitischer Vielborster (Polychaeta), die in Meeren weltweit von den Küsten bis in die Tiefsee zu finden sind und sich von fest sitzenden Nesseltieren oder auch von anderen sessilen Tieren ernähren.

## Merkmale
Die Vielborster der Familie Amphinomidae haben einen länglichen oder ovalen, abgeflachten und soliden, oft sehr lebhaft gefärbten segmentierten Körper mit einem meist rechteckigen Querschnitt, der bei ausgewachsenen Tieren wenige Millimeter bis 50 cm lang und ohne Borsten bis zu 1,5 cm breit wird. Die Parapodien tragen kräftige Borsten und verzweigte Kiemen. Die Borsten sind meist mit einem Giftstoff überzogen, haben oft Kalkeinlagerungen und brechen bei Berührung in der Regel ab, so dass sie empfindliche Schmerzen verursachen. Von den Borsten von Eurythoe complanata ist der Abwehrstoff Complanin isoliert worden.
Das dreieckige oder ovale bis fünfeckige Prostomium besteht aus zwei Lappen und ist vorn abgerundet, wo es auch am breitesten ist. Es trägt am Vorderlappen ein Paar seitliche Antennen sowie zwei ähnlich gestaltete schlanke ventrolaterale Palpen, am Hinterlappen eine Mittelantenne und hinten als kennzeichnendes Merkmal eine Karunkel, einen fleischigen Auswuchs an der Kante der beiden Nuchalorgane. Das Peristomium ist zu Lippen am Mund reduziert.
Die Längsmuskeln des Hautmuskelschlauches sind in vier Bündeln angeordnet. Das erste Segment krümmt sich um das Prostomium und trägt wie die folgenden Segmente zweizweigige Parapodien mit abgeschnittenen zylindrischen Notopodien und spitz zulaufenden Neuropodien, die über die Notopodien herausragen, wobei die verzweigten Kiemen an der Basis der Notopodien sitzen. Sowohl dorsale als auch ventrale Cirren sind vorhanden, doch fehlen Epidermis-Papillen und Cirren am Pygidium ebenso wie eine Kehlmembran. Die verdickte, muskulöse und warzige, mit einer dicken Cuticula überzogene Unterlippe kann vorgestülpt werden. Der stark muskulöse Pharynx trägt keinerlei Kiefer oder Zähne, weist aber zahlreiche Querrippen auf.
Der Darmkanal ist eine gerade Röhre. Es wird angenommen, dass ein Großteil der Segmente mit Mixonephridien ausgestattet ist. Das geschlossene Blutgefäßsystem der Amphinomidae weist kein zentrales Herz auf.
Die Feuerborstenwürmer ernähren sich als Fleischfresser von Seeanemonen, Korallen, sessilen Hydrozoen, Schwämmen und Seescheiden, deren Gewebe sie mit der harten Unterlippe abraspeln. Einige Arten, so in den Gattungen Eurythoe und Pareurythoe, sind Allesfresser und bevorzugen Aas, während Benthoscolex cubanus als Endoparasit im Darm des Seeigels Archeopneustes hystrix lebt.
Die Amphinomidae sind meist getrenntgeschlechtlich mit gleich großen Weibchen und Männchen, die in etwa gleich großer Anzahl auftreten. Seltener gibt es Hermaphroditismus. Die Befruchtung findet im freien Meerwasser statt, und die Entwicklung erfolgt meist über ein frei schwimmendes Larvenstadium bis zur Metamorphose zum kriechenden Wurm. Amphinome rostrata und Hipponoa gaudichaudi brüten allerdings ihre Jungen aus, die bei beiden Arten noch eine Weile an den Parapodien des Muttertiers leben. Bei vielen Arten ist neben geschlechtlicher auch ungeschlechtliche Fortpflanzung durch Autotomie beobachtet worden, so bei Eurythoe complanata.

## Einige Beispielarten
Eine der größten und am weitesten verbreiteten Arten der Amphinomidae ist der bis 30 cm lange, in wärmeren Meeren kosmopolitische Bart-Feuerborstenwurm (Hermodice carunculata), dessen giftige Borsten beim Menschen mehrere Tage lang empfindliche Schmerzen auslösen können.

## Gattungen
Die Familie Amphinomidae wird in 23 Gattungen unterteilt:
Amphinominae Lamarck, 1818
- Alleurythoe Sun & Li, 2017
- Amphinome Bruguière, 1789
- Benthoscolex Horst, 1912
- Branchamphinome Hartman, 1967
- Cryptonome Borda, Kudenov, Bienhold & Rouse, 2012
- Eurythoe Kinberg, 1857
- Hermodice Kinberg, 1857
- Hipponoe Audouin & Milne Edwards, 1830
- Linopherus Quatrefages, 1866
- Paramphinome Sars, 1869
- Pareurythoe Gustafson, 1930
- Pherecardia Horst, 1886
- Rollinschaeta Parry, Wilson, Sykes, Edgecombe & Vinther, 2015 †

Archinominae Kudenov, 1991
- Archinome Kudenov, 1991
- Bathychloeia Horst, 1910
- Chloeia Lamarck, 1818
- Chloenopsis Fauchald, 1977
- Notopygos Grube, 1855
- Parachloeia Horst, 1912

ohne Unterfamilie
- Bathynotopygos Kucheruk, 1981
- Pherecardites Horst, 1912
- Rostraria Haecker, 1898
- Sangiria Horst, 1911
- Zothea Risso, 1826